# .260 Remington
Le .260 Remington appelé aussi 6.5-08 A-Square est une munition introduite par la société Remington Arms en 1997. D’un calibre de 6,7 mm pour 71,1 mm de longueur, elle est utilisée pour le tir de haute précision.
La munition est basée sur une douille de .308 Winchester avec une balle plus petite. Cela permet une baisse du recul et une meilleure précision.

## Armes utilisant cette cartouche
Des armes ne sont pas conçues originellement pour utiliser ce calibre, mais par la suite elles sont chambrées en .260 Remington.

Exemples :
- Stealth Recon Scout
- PGM Précision

## Caractéristiques

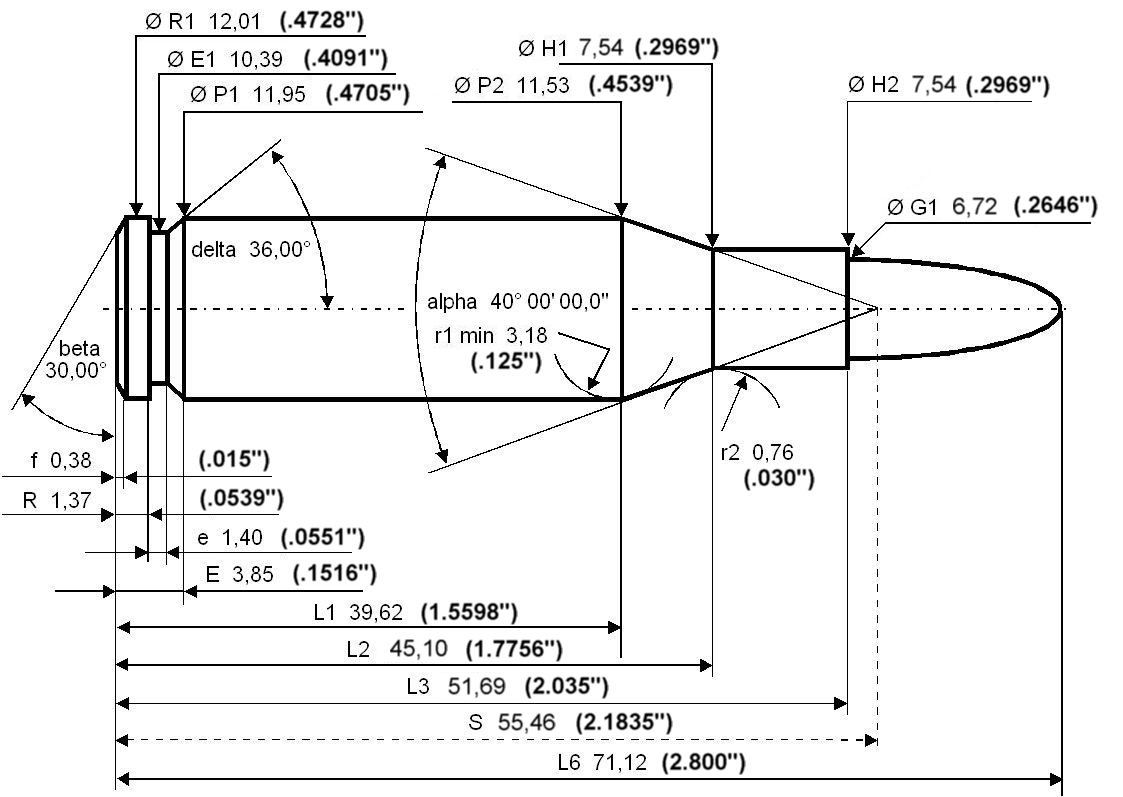
Caractéristiques en millimètres de la munition .260 Remington par la Commission internationale permanente pour l'épreuve des armes à feu portatives.